# José Manuel Torres Couto
José Manuel Torres Couto ComMAI (Porto, 1 de fevereiro de 1947) é um sindicalista e político português.

## Biografia
Iniciou a sua atividade profissional como trabalhador estudante na empresa têxtil INTERCORTE, na cintura industrial do Porto, aos 18 anos de idade. Nessa qualidade, ainda, colaborou no Instituto Nacional do Trabalho e Previdência, nas Comissões de Conciliação e Julgamento. Regressado do serviço militar, que fez durante a Guerra Colonial, na Guiné (onde dirigiu o jornal ZOE), ingressou na Companhia de Seguros Império. Nesta companhia foi membro da Comissão de Trabalhadores e delegado sindical, chegando à Direção do Sindicato dos Trabalhadores de Seguros do Sul e Ilhas. Co-fundador e primeiro secretário-geral — de 1978 a 1995 — da União Geral de Trabalhadores, abandonou a central em 1995, por causa do chamado processo do Fundo Social Europeu. Segundo o jornal O Independente, a UGT, liderada por Torres Couto, apresentava candidaturas ao Fundo Social Europeu, a partir de 1987, para desenvolver ações de formação profissional, assegurando que era emitida a faturação necessária por parte de empresas interessadas. No entanto, a UGT recebia uma comissão de 5,5% do preço de cada ação de formação profissional, o que constituía um meio de financiamento que garantiu à UGT cerca de 360 000 contos (cerca de 1 800 000 euros). Um dos empresários que emitia faturação em nome da UGT, por supostas ações de formação profissional, denunciou o caso à Polícia Judiciária, que iniciou um inquérito em 1990, tendo o inquérito sido avocado pelo Ministério Público em 1993, por determinação do então procurador-Geral da República, Cunha Rodrigues. A acusação pelo crime de fraude na obtenção de subsídio foi deduzida em 1995 contra 36 arguidos, 23 dos quais pessoas singulares, entre os quais Torres Couto e outros dirigentes da UGT, nomeadamente João Proença e Rui Oliveira e Costa. Após abertura de instrução, o Tribunal de Instrução Criminal de Lisboa pronunciou, em 1998, os arguidos pelo crime de que vinham acusados, no entanto, o julgamento só viria a começar em 2002, após sucessivos adiamentos. No entanto, em 2002, Torres Couto e três pessoas coletivas arguidas beneficiaram da prescrição do crime devido à notificação numa data posterior à dos restantes arguidos. O Ministério Público recorreu da declaração de prescrição dos crimes relativamente a Torres Couto e às três pessoas coletivas, tendo o Tribunal da Relação de Lisboa declarado os factos não prescritos em 2003 e ordenado a repetição do julgamento. Apenas em 2006, no entanto, foi iniciada a repetição do julgamento, tendo Torres Couto alegado sempre a inocência do crime de fraude na obtenção de subsídio. Em 2007, todos os arguidos do processo foram absolvidos, não tendo ficado provada a existência de organização criminosa no sentido da obtenção fraudulenta de subsídios do Fundo Social Europeu. O tribunal apenas considerou que poderia ser imputado a um dirigente da UGT, José Manuel Veloso, um crime de burla na forma tentada, mas que o crime estaria, de qualquer forma, prescrito. Torres Couto lamentou a duração do processo após a absolvição, não tendo assistido à sessão de leitura da sentença por se encontrar no Brasil. No entanto, em 2017, a UGT acordou com a Comissão Europeia o pagamento, a 25 anos, de uma dívida de 1,5 milhões de euros relativamente ao uso indevido de fundos europeus.
A 13 de Julho de 1981 foi agraciado com o grau de Comendador da Ordem Civil do Mérito Agrícola e Industrial Classe Industrial. Foi convidado para a Reunião do Grupo de Bilderberg em 1985, enquanto secretário-geral da UGT.
Este abandono acabou por ser o início do fim de uma ascensão no sindicalismo e na política. Além dos cargos na área sindical, Torres Couto foi deputado em várias legislaturas (III e IV, de 1983 a 1987) à Assembleia da República, pelo círculo de Lisboa, e na V legislatura (1987-1991) pelo círculo de Leiria, tendo sido cabeça de lista do Partido Socialista (Portugal). Foi deputado ao Parlamento Europeu de 1989 a 1999, eleito pelo PS, tendo sido membro da Comissão Económica e Monetária, dos Assuntos Sociais e Emprego, e das Relações Económicas Externas.
Em 1997, foi candidato do PS à presidência da Câmara Municipal de Almada, tendo sido derrotado com 31% dos votos pela então presidente e candidata da CDU, Maria Emília de Sousa. Assumiu, no entanto, o mandato de vereador da Câmara Municipal de Almada, até suspender o mandato em setembro de 2001. Em 2001, foi também anunciado como candidato do PS à Câmara Municipal de Valongo, mas desistiu da candidatura.
Em 2013, foi candidato do PS à Câmara Municipal de Alcácer do Sal, tendo o PS optado por não apoiar uma recandidatura do então presidente da Câmara, Pedro Paredes. Obteve 32,81% dos votos, tendo sido derrotado pelo candidato da CDU, Vítor Proença, que recuperou a Câmara Municipal de Alcácer do Sal para a CDU. No entanto, renunciou ao mandato de vereador da Câmara Municipal de Alcácer do Sal em janeiro de 2014.